# Nice Avanza
Nice Avanza (Vitória, 1 de julho de 1938 — São Paulo, 15 de maio de 1999) foi uma artista plástica primitivista brasileira, reconhecida internacionalmente por sua temática relativa ao cacau .
A pintora de arte naïf foi conhecida como "A Pintora do Cacau", o seu ateliê era localizado em uma fazenda em Pontal do Ipiranga, no município de Linhares .